# Октябрьское сельское поселение (Залегощенский район)
Октябрьское се́льское поселе́ние — муниципальное образование в Залегощенском районе Орловской области Российской Федерации.
Административный центр — село Архангельское.

## История
Архангельский сельский Совет рабочих, крестьянских и красноармейских депутатов был образован в конце 1918 года, в период массовой организации сельских Советов.
Изначально сельский совет был в составе Березовской волости Тульской губернии. 
С 6 июля 1925 года — Благодатнозалегощенской волости Новосильского уезда Орловской губернии
С июля 1928 года — Новосильского района Орловского округа Центрально-Чернозёмной области 
С 16 июня 1934 года — Новосильского района Курской области
С января 1935 года — Залегощенского района Курской области.
В 1928 году Архангельский сельсовет переименован в Ворошиловский.
С 1936 года сельсовет преобразован в Ворошиловский сельский Совет депутатов трудящихся.
С 27 сентября 1937 года Ворошиловский сельсовет с центром в с. Архангельское входит в состав Залегощенского района Орловской области.
Немецко-фашистские войска оккупировали территорию сельского совета с октября 1941 года по июнь 1943 года.
Статус и границы сельского поселения установлены Законом Орловской области от 3 сентября 2004 года № 424-ОЗ «О статусе, границах и административных центрах муниципальных образований на территории Залегощенского района Орловской области».

## Население
| 2010 | 2012  | 2013  | 2014 | 2015 | 2016 | 2017 |
| ---- | ----- | ----- | ---- | ---- | ---- | ---- |
| 1051 | ↘1020 | ↘1008 | ↘983 | ↘939 | ↘892 | ↘862 |
| 2018 | 2019  | 2020  | 2021 | 2023 |      |      |
| ↘861 | ↘848  | ↗854  | ↗898 | ↘887 |      |      |

## Состав сельского поселения
| № | Населённый пункт | Тип населённого пункта       | Население |
| - | ---------------- | ---------------------------- | --------- |
| 1 | Архангельское    | село, административный центр | ↘379      |
| 2 | Берёзовец        | село                         | ↘364      |
| 3 | Благодатное      | деревня                      | ↘15       |
| 4 | Калгановка       | деревня                      | ↘0        |
| 5 | Лески            | село                         | ↘63       |
| 6 | Сетуха           | село                         | ↘230      |

## Образование
В сфере образования задействованы: Сетушинская и Берёзовская основные общеобразовательные школы.

## Здравоохранение
Медицинское обслуживание населения осуществляют 3 фельдшерско-акушерских пункта.

## Культура
Досуговую деятельность на территории поселения реализовывает Октябрьский сельский дом культуры и его филиалы - Октябрьская библиотека, Сетушинский сельский дом культуры, Сетушинская библиотека, Берёзовский сельский дом культуры, Берёзовская библиотека, музей в п. Берёзовец. 